# Instituto Nacional de Cine y Artes Audiovisuales
El Instituto Nacional de Cine y Artes Audiovisuales (conocido por sus siglas INCAA) funciona como órgano público del ámbito del Ministerio de Capital Humano de la Nación, teniendo a su cargo el fomento y regulación de la actividad cinematográfica en todo el territorio de Argentina y en el exterior en cuanto se refiere a la cinematografía nacional, de acuerdo a las disposiciones de la Ley de Cine y otras normativas. Su presidente es el economista Carlos Pirovano.
Entre sus acciones más destacadas se encuentra el apoyo a la realización cinematográfica mediante la entrega de subsidios y la organización de concursos de proyectos, como por ejemplo Historias Breves, Ópera Prima, Raymundo Gleyzer y Desarrollo de Guiones.
El primer Instituto del cine, antecesor del actual INCAA, fue el Instituto Nacional de Cinematografía (INC), creado en 1947 por la Ley de Cine modificada posteriormente por la Ley 17.741. Entre los años 1967 y 1971, en los que estuvo bajo la órbita de la Secretaría de Difusión y Turismo, se denominó Dirección Nacional de Cinematografía.

## Historia
En 1947 se sancionó la Ley 12.299, de fomento a la cinematografía, donde se preveían aumentos al financiamiento a partir de créditos baratos a los estudios o productoras promovidos por el Banco Industrial. Por otro lado, se obligaba a todos los cines a exhibir, como mínimo, una película argentina al mes, como un intento de promover la industria cinematográfica nacional. Dos instituciones se encargaron anualmente de premiar a las películas realizadas el año anterior: una fue la Asociación de Cronistas Cinematográficos (ACC) y la otra, la Academia Argentina de Artes y Ciencias Cinematográficas (AAyC). Como resultado, en 1950, se produjeron 58 películas, hecho que fue un récord histórico. Juntamente se crean institutos provinciales de Cine; si bien no se unificaron en un solo Instituto Nacional de Cine, crearon un importante precedente. Por otra parte, desde 1947 las películas soviéticas estuvieron prohibidas por disposición de Apold hasta que en 1951. Las medidas no lograron el objetivo fomentar el nacimiento de nuevos talentos.
Con la Revolución Libertadora, en 1955, se cortan los créditos y el cine enfrenta una nueva crisis, se suspende por completo la producción, se suspenden los créditos y se deja caer el sistema de fomento a la industria cinematográfica local. Como consecuencia, a fines de 1956 no se estaba rodando ninguna película en el país; hasta el primer semestre de 1957 no habría ningún estreno argentino. En 1957 termina con 15 estrenos nacionales contra 697 extranjeros. También son intervenidos todos los institutos provinciales de cine y luego desmantelados.
En 1958 se crea el Instituto Nacional de Cinematografía (INC), que a diferencia de las experiencias anteriores era estatal. Fue modificada en 1968 por la Ley 17.741, que puso al Instituto bajo la órbita de la Secretaría de Difusión y Turismo como ente autárquico cuya representación legal quedaba a cargo de un funcionario nacional denominado Director Nacional de Cinematografía.
La siguiente modificación de importancia tuvo lugar durante la presidencia de Carlos Saúl Menem, en 1994. La ley 24.377, llamada "Ley de Cine", modifica la 17.741, pone al Instituto en la órbita de la Secretaría de Cultura del Ministerio de Cultura y Educación de la Nación, y estableció el Fondo de Fomento de la Cinematografía (FFC). Éste se integra, en un 30% aproximadamente, por la venta de entradas de todos los cines del país (a partir de un impuesto del 10% sobre su precio), mientras que otro 70% de sus ingresos proviene del Ente Nacional de Comunicaciones (ENACOM), que le gira el 25% del impuesto que se cobra a la facturación de los canales de TV y servicios de cable, y otros rubros de menor importancia.
En 2015 el INCAA (Instituto Nacional de Cine y Artes Audiovisuales) programaba cine argentino en 55 salas de todo el país, con más de 18 000 butacas, 90 festivales, cines móviles y concursos. En 2017, comenzó una política de recortes presupuestarios lo que llevó al cierre de muchos de los festivales de cine, entre ellos el de las Tres Fronteras (organizado por la gobernación de Misiones en sus dos ediciones de 2014 y 2016), Ventana Andina (organizado por la Secretaría de Cultura de Jujuy en 2014 y 2016) y festival de cine de la UNASUR (organizado por la gobernación de San Juan desde 2012 hasta 2015). Esta política de recortes viró abruptamente después de 2019, cuando asume la presidencia de la Nación Alberto Fernández. La Unidad de Datos del periódico digital Infobae analizó en 2022 todos los desembolsos a productoras por película desde enero de 2020, denunciando que en sólo dos años el gobierno había gastado más de $ 3.500.000.000 en subsidios a productoras y directores argentinos. Pudo establecerse que 128 películas recibieron subsidios por encima de $10 millones, de las cuales 79 aún no se habían estrenado al momento del estudio, y en ocho casos se habían exhibido en salas, pero habían vendido menos de 100 entradas.
Tras un nuevo cambio de gobierno, en 2024, bajo la presidencia de Javier Milei, por medio de la llamada Ley Bases, comenzó una nueva política que puso su énfasis en eliminar el déficit del organismo y reducir los gastos administrativos para que no representen una carga excesiva para el Estado. De este modo se mantuvo la asignación de recursos para el INCAA por lo que sigue recibiendo un monto indeterminado de recursos de manera automática, pero se realizó un rediseño institucional para reducir gastos. El organismo dejó de financiar una delegación argentina en festivales internacionales, entre ellos el de Berlín y el de Cannes y fueron despedidos 400 de los 645 empleados que tenía el Instituto. Como resultado de estas medidas, al finalizar el año 2024, y por primera vez en 20 años, el INCAA cerró el ejercicio con superávit (en el balance anterior, el de 2023, había tenido un déficit del 41 %).

## Administración
El INCAA está gobernado y administrado por:
- Un/a Presidente y un/a Vicepresidente: el/la presidente preside el INCAA, el/la vicepresidente lo/la reemplaza en caso de ausencia o delegación expresa de este. Ambos funcionarios son designados por el Poder Ejecutivo Nacional (PEN).
- La Asamblea Federal: está presidida por el presidente del INCAA e integrada por los secretarios o subsecretarios de cultura de los poderes ejecutivos provinciales y los del Gobierno de la Ciudad Autónoma de Buenos Aires. Se reúne por lo menos una vez al año en una sede que se fija anualmente. Las resoluciones de la Asamblea se toman con el voto de la mayoría de sus miembros.
- El Consejo Asesor: está integrado por once miembros designados por el PEN, de los cuales cinco son propuestos por la Asamblea Federal, nombrando personalidades relevantes de la cultura, uno por cada región cultural, y los restantes seis son propuestos por las entidades que, con personería jurídica o gremial, inscriptas en el registro Público del INCAA, representan a los sectores del quehacer cinematográfico enumerados a continuación, las que proponen personalidades relevantes de su respectivo sector de la industria. Las entidades proponen: dos directores cinematográficos; dos productores de cine, uno de los cuales debe ser productor de series, miniseries, telefilmes o películas destinadas a la exhibición televisiva o por medio de videocintas; un técnico de la industria cinematográfica; un actor con antecedentes cinematográficos. El mandato de los asesores designados a propuesta de la Asamblea Federal y las entidades es de un año, si bien pueden ser reelegidos por única vez por un período igual, pudiendo desempeñarse nuevamente en el Consejo Asesor cuando hubiese transcurrido un período similar al que desempeñaron inicialmente.

## Certificadores
El INCAA, a través de su Comisión Asesora de Exhibición Cinematográfica, emite la clasificación de películas según el siguiente sistema a febrero de 2017:
- ATP: Apta para todas las edades.
- +13: Apto para mayores de 13 años. Los niños menores de 13 años pueden entrar si van acompañados de un adulto.
- +16: Apto para mayores de 16 años. Los niños menores de 16 años pueden entrar si van acompañados de un adulto.
- +18:Solo apto para mayores de 18 años.
- C: Solo apto para mayores de 18 años + Exhibición condicional.

## Funciones
Una de las funciones fundamentales del INCAA es la administración del Fondo de Fomento Cinematográfico, cuya principal y más conocida función es el fomento de la cinematografía argentina mediante el otorgamiento de subsidios. Para esto cuenta con un sistema de evaluación de proyectos en dos etapas:
1. La primera etapa (es eliminatoria) previa realización de la película y;
2. La segunda etapa una vez terminada la misma, para confirmar que el producto final sea acorde a lo propuesto inicialmente.[22]

Solamente tras cumplir satisfactoriamente ambas etapas, la película se hace acreedora del subsidio.
Otra importante función del INCAA es clasificar por edades las películas argentinas.

## Herramientas
El principal presupuesto propio proviene del Fondo de Fomento Cinematográfico, que se compone por el 10% de cada entrada de cine, el 10% del precio de venta de cada videograma grabado, el 25% de la suma total de lo percibido por el AFSCA según la ley 22.285, legados/donaciones, rentas/intereses, devolución de créditos, el dinero sin utilizar de años anteriores y cualquier otro ingreso no previsto. El BCRA deposita dichas cantidades diaria y automáticamente, sin intervención de ninguna otra entidad.

## Ficciones para todos
En 2011 el INCAA en conjunto con el Consejo Asesor del SATVD-T del MINPLAN realiza un concurso llamado "Series de Ficción en Alta Definición (full HD)" que promueve la realización de programas para ser emitidos en los canales de aire.
| Canal              | Unitario                    | Primera emisión          | Última emisión          | Ref.   |
| ------------------ | --------------------------- | ------------------------ | ----------------------- | ------ |
| América Televisión | El pacto                    | 03 de noviembre de 2011  | 26 de enero de 2012     | [ 26 ] |
| América Televisión | Historias de la pr1mera vez | 27 de septiembre de 2011 | 20 de diciembre de 2011 | [ 27 ] |
| América Televisión | Maltratadas                 | 26 de septiembre de 2011 | 19 de diciembre de 2011 | [ 28 ] |
| América Televisión | Víndica                     | 29 de septiembre de 2011 | 23 de diciembre de 2011 | [ 29 ] |
| Canal 9            | Decisiones de vida          | 03 de octubre de 2011    | 26 de diciembre de 2011 | [ 30 ] |
| Canal 9            | Los sónicos                 | 09 de octubre de 2011    | 22 de enero de 2012     | [ 31 ] |
| Canal 9            | Proyecto aluvión            | 07 de octubre de 2011    | 30 de diciembre de 2011 |        |
| Canal 9            | Televisión x la inclusión   | 12 de octubre de 2011    | 14 de enero de 2012     | [ 32 ] |
| Canal 7            | El paraíso                  | 19 de diciembre de 2011  | 13 de marzo de 2012     | [ 33 ] |

En 2012, se estrenaron más ficciones:
| Canal   | Unitario             | Primera emisión       | Última emisión        | Ref.   |
| ------- | -------------------- | --------------------- | --------------------- | ------ |
| Canal 7 | Perfidia             | 06 de febrero de 2012 | 20 de febrero de 2012 | [ 34 ] |
| Canal 7 | La defensora         | 06 de marzo de 2012   | 27 de marzo de 2012   | [ 35 ] |
| Canal 7 | Volver a nacer       | 03 de abril de 2012   | 24 de abril de 2012   | [ 36 ] |
| Canal 7 | Los Pibes del Puente | 02 de mayo de 2012    | 11 de mayo de 2012    | [ 37 ] |
| Telefe  | El donante           | 22 de mayo de 2012    | 15 de agosto de 2012  | [ 38 ] |

## Espacios INCAA
“Espacios INCAA” es un programa que fue creado en marzo de 2004 con el propósito de garantizar la exhibición de las producciones cinematográficas argentinas, incluidas las de estreno comercial, paso digital o menores y cortometrajes. Para esto, fue de vital importancia contar con pantallas dedicadas con exclusividad al cine argentino en un momento histórico en el que las salas de cine cerraban sus puertas de manera masiva, este programa busca recuperar la tradición cinematográfica que tuvieron los argentinos, la de vivir el cine como hecho cultural y social, como arte y entretenimiento.

### Objetivos
- Garantizar la exhibición de las producciones cinematográfica argentinas, incluidas las de estreno comercial, paso digital o menores y cortometrajes en todo el territorio nacional.
- Recuperar el cine como un emprendimiento comercial y cultural.
- Formar espectadores críticos.
- Socializar el acceso al cine.
- Recuperar el cine como un espacio social de esparcimiento, formación de identidad nacional, respeto por la diversidad y promoción cultural.
- Facilitar el encuentro del realizador audiovisual y el público.

Para ello, conjuntamente con organismos municipales, provinciales y del tercer sector se inauguran o reabren salas cinematográficas que están en condiciones de funcionar, brindando asesoramiento técnico y según el caso, equipamiento de imagen o sonido. La continuidad se brinda con la programación mensual de las películas, la planificación de actividades especiales y la difusión en la prensa.

## Autoridades (desde el 2002)
| Fecha       | Presidente        | Gerente General       | Notas                                                                                            |
| ----------- | ----------------- | --------------------- | ------------------------------------------------------------------------------------------------ |
| 2002 - 2005 | Jorge Coscia      |                       |                                                                                                  |
| 2005 - 2008 | Jorge Alvarez     |                       |                                                                                                  |
| 2008 - 2013 | Liliana Mazure    | Romulo Pullol         | Durante su mandato aumentó el reconocimiento internacional del cine argentino.                   |
| 2014 - 2015 | Lucrecia Cardoso  | Romulo Pullol         | Dimitió tras la elección de Mauricio Macri; ocupó el cargo menos de un año.                      |
| 2016 - 2017 | Alejandro Cacetta | Pablo G. Galli        | Dimitió en medio de acusaciones de conflictos de intereses.                                      |
| 2017 - 2019 | Ralph Haiek       | Juan García Aramburu  | Inicialmente presidente interino, luego oficial; el mandato terminó con el cambio de gobierno.   |
| 2020 - 2022 | Luis Puenzo       | Raúl Rodríguez Peila  | Se enfrentó a una crisis de financiación y fue destituido.                                       |
| 2022 - 2023 | Nicolás Batlle    |                       | Inicialmente presidente interino, luego oficial; anteriormente ocupó el cargo de Vicepresidente. |
| 2024 -      | Carlos Pirovano   | Carlos Vargas Eguinoa | Nombrado a finales de 2024.                                                                      |